# 3 Pułk Artylerii Ciężkiej (PSZ)
3 Pułk Artylerii Ciężkiej (3 pac) – oddział artylerii ciężkiej Wojska Polskiego we Francji.
Pułk organizowany był od kwietnia 1940 roku na poligonie Camp de Coëtquidan, jako organiczna jednostka 3 Dywizji Piechoty. W połowie czerwca, w związku z przechodzeniem 3 DP na struktury „dywizji lekkiej”, pułk został rozwiązany.

## Kadra pułku
- ppłk Eugeniusz Ignacy Luśniak – dowódca pułku[2]
- por. rez. Wacław Zaorski